# Olympische Sommerspiele 2020/Segeln – Nacra 17 (Mixed)
Die Segelregatta im Mixed in der Bootsklasse Nacra 17 bei den Olympischen Sommerspielen 2020 wurde vom 28. Juli bis 3. August 2021 vor dem Yachthafen Enoshima ausgetragen.

## Titelträger
| Olympiasieger | Santiago Lange / Cecilia Carranza Saroli | Rio de Janeiro 2016 |
| Weltmeister   | Caterina Banti / Ruggero Tita            | Aarhus 2018         |

## Zeitplan
| ● | Regatta | ● | Medal Race |

| Datum   | Juli    | Juli    | Juli    | Juli    | Juli     | August | August |
| Datum   | 28. Mi. | 29. Do. | 30. Fr. | 31. Sa. | 1. So.   | 2. Mo. | 3. Di. |
| ------- | ------- | ------- | ------- | ------- | -------- | ------ | ------ |
| Regatta | 1/2/3   | 4/5/6   | frei    | 7/8/9   | 10/11/12 | frei   | ●      |

## Ergebnisse
| - † = Streichergebnis - UFD = "U" flag disqualification - BFD = "Black" flag disqualification - RDG = Redress given (Anerkannte Abhilfe) - DNF = Did not finish (Rennen nicht beendet) - DSQ = Disqualifikation - OCS = On the course side of the starting line (Falsche Position bei Start) |

| Rang | Athleten                                            | Nation             | Regatta | Regatta | Regatta | Regatta | Regatta | Regatta | Regatta | Regatta | Regatta | Regatta | Regatta | Regatta | Regatta | Punkte | Punkte                |
| Rang | Athleten                                            | Nation             | I       | II      | III     | IV      | V       | VI      | VII     | VIII    | IX      | X       | XI      | XII     | MR      | Gesamt | Mit Streich- ergebnis |
| ---- | --------------------------------------------------- | ------------------ | ------- | ------- | ------- | ------- | ------- | ------- | ------- | ------- | ------- | ------- | ------- | ------- | ------- | ------ | --------------------- |
| 1    | Ruggero Tita Caterina Banti                         | Italien            | 1       | 3       | 1       | 2       | 5       | 1       | 8†      | 3       | 2       | 2       | 1       | 2       | 12      | 43     | 35                    |
| 2    | John Gimson Anna Burnet                             | Großbritannien     | 7       | 5       | 2       | 1       | 1       | 2       | 5       | 10†     | 1       | 5       | 2       | 4       | 10      | 55     | 45                    |
| 3    | Paul Kohlhoff Alica Stuhlemmer                      | Deutschland        | 5       | 1       | 7       | 3       | 3       | 11†     | 3       | 2       | 8       | 3       | 6       | 6       | 16      | 74     | 63                    |
| 4    | Lin Cenholt Christian Lubeck                        | Dänemark           | 8       | 8       | 10      | 7       | 2       | 4       | 13†     | 11      | 11      | 1       | 3       | 1       | 4       | 83     | 70                    |
| 5    | Jason Waterhouse Lisa Darmanin                      | Australien         | 2       | 11†     | 4       | 4       | 7       | 8       | 1       | 5       | 4       | 6       | 5       | 8       | 18      | 83     | 72                    |
| 6    | Tara Pacheco Florián Trittel                        | Spanien            | 4       | 6       | 6       | 10      | 6       | 3       | 7       | 1       | 7       | 9       | 13†     | 3       | 14      | 89     | 76                    |
| 7    | Santiago Lange Cecilia Carranza Saroli              | Argentinien        | 6       | 2       | 5       | 8       | 4       | 6       | 6       | 14†     | 10      | 8       | 11      | 9       | 2       | 91     | 77                    |
| 8    | Quentin Delapierre Manon Audinet                    | Frankreich         | 18†     | 4       | 3       | 5       | 9       | 7       | 10      | 4       | 13      | 7       | 7       | 7       | 8       | 102    | 84                    |
| 9    | Riley Gibbs Anna Weis                               | Vereinigte Staaten | 9       | 7       | 12      | 6       | 11      | 13†     | 9       | 12      | 5       | 13      | 4       | 5       | 6       | 112    | 99                    |
| 10   | Samuel Albrecht Gabriela Nicolino de Sá             | Brasilien          | 10      | 14      | 9       | 9       | 10      | 10      | 2       | 7       | 6       | 18†     | 10      | 10      | 20      | 135    | 117                   |
| 11   | Thomas Zajac Barbara Matz                           | Österreich         | 3       | 10      | 8       | 14†     | 13      | 5       | 12      | 13      | 9       | 4       | 12      | 11      |         | 114    | 100                   |
| 12   | Micah Wilkinson Erica Dawson                        | Neuseeland         | 11      | 12      | 13      | 11      | 8       | 12      | 15      | 9       | 18†     | 17      | 8       | 14      |         | 148    | 130                   |
| 13   | Sinem Kurtbay Akseli Keskinen                       | Finnland           | 16      | 9       | 19†     | 13      | 14      | 9       | 18      | 8       | 12      | 11      | 9       | 12      |         | 150    | 131                   |
| 14   | Emil Jarudd Cecilia Jonsson                         | Schweden           | 17      | 13      | 11      | 16      | 12      | 14      | 19†     | 16      | 3       | 10      | 16      | 16      |         | 163    | 144                   |
| 15   | Shibuki Iitsuka Eri Hatayama                        | Japan              | 12      | 18      | 15      | 12      | 15      | 16      | 14      | 6       | 14      | 19†     | 15      | 13      |         | 169    | 150                   |
| 16   | Yang Xuezhe Hu Xiaoxiao                             | China              | 13      | 19      | 14      | 15      | 16      | 15      | 16      | 20†     | 16      | 14      | 14      | 15      |         | 187    | 167                   |
| 17   | Quique Figueroa Gretchen Ortiz                      | Puerto Rico        | 15      | 16      | 16      | 18      | 18      | 19†     | 4       | 17      | 19      | 15      | 18      | 18      |         | 193    | 174                   |
| 18   | Pablo Defazio Dominique Knüppel                     | Uruguay            | 21† DSQ | 15      | 17      | 17      | 17      | 17      | 11      | 18      | 15      | 16      | 17      | 19      |         | 200    | 179                   |
| 19   | Nicholas Fadler Martinsen Martine Steller Mortensen | Norwegen           | 14      | 17      | 18      | 19†     | 19      | 18      | 17      | 15      | 17      | 12      | 19      | 17      |         | 202    | 183                   |
| 20   | Mehdi Gharbi Rania Rahali                           | Tunesien           | 19      | 20      | 20      | 20      | 20      | 21† DSQ | 20      | 19      | 20      | 21 DNF  | 20      | 20      |         | 240    | 219                   |